# Anthurium simpsonii
Anthurium simpsonii är en kallaväxtart som beskrevs av Thomas Bernard Croat. Anthurium simpsonii ingår i släktet Anthurium och familjen kallaväxter. Inga underarter finns listade.